# Domini (Star Trek)
El Domini és una poderosa aliança de pobles del Quadrant Gamma. El Domini va ser creat 2000 anys abans pels Fundadors. Els Fundadors són una raça de mutants que romanen en estat líquid la major part del temps però són capaços de canviar a voluntat la seva forma.

## Principi
Al començament de la creació del Domini van enviar al llarg de la galàxia a 100 nens, amb la intenció que algun dia tornessin i informessin de les experiències apreses en altres indrets de la galàxia. Entre ells està el cap de seguretat de l'estació espacial Espai Profund 9, Odo. També van desenvolupar, mitjançant enginyeria genètica, altres races que s'encarregarien de dur a terme la seva política: els Vorta i els Jem'Hadar.

## Races
La relació entre els mutants i els Vorta va començar quan un Fundador ferit va ser ajudat per un grup de Vortes, aleshores éssers petits i poc evolucionats, que vivien en arbres i s'alimentaven de nous i fruites. Els fundadors, com agraïment, van alterar genèticament als Vorta, convertint-los en actors principals de la política del Domini.
Els Fundadors també van crear mitjançant enginyeria genètica als Jem'Hadar. Aquesta poderosa raça de guerrers viuen únicament per a combatre i servir als Fundadors, a qui consideren déus. Els Jem'Hadar són coneguts per ser despietats amb qui no compleix les disposicions. Un exemple és el dels habitants d'un planeta del sistema Telpas que van ser infectats amb una malaltia anomenada "l'infortuni" i van sofrir durant generacions aquella malaltia. Aquests guerrers realitzaren la gran expansió del Domini en el Quadrant Gamma. No obstant això, tenen una curta expectativa de vida, i requereixen un enzim isogènic anomenat ketracel blanc, o simplement "blanc", per a poder sobreviure. Aquest enzim els el proveeixen els Vorta.

## Història
Quan el forat de cuc bajorà va ser descobert en 2369 per la Federació Unida de Planetes, moltes persones del Quadrant Alfa van començar a establir-se en l'espai del Domini. Entre ells equips d'exploració de la Flota, colonitzadors bajorans i comerciants ferengis. El Domini es va assabentar i va enviar un missatge encomiant a retirar-se les noves colònies bajoranes.
També van manar agents a infiltrar-se en els governs del Quadrant Alfa, la majoria d'ells Fundadors. Aquests agents, com l'impostor del General klingon Martok, van intentar desestabilitzar la política del Quadrant, per a fer-ho més susceptible a un atac del Domini.
En 2373, el Domini va fer un pacte amb la Unió Cardassiana, primer pas del seu establiment en el Quadrant Alfa. Poc després van iniciar accions de guerra cap a la Federació i els seus aliats.